# Выборы губернатора Вологодской области (2019)
 Выборы губернатора Вологодской области состоялись в Вологодской области 8 сентября 2019 года в единый день голосования. Губернатор избирался на 5 лет. Большинство голосов в первом туре получил действующий губернатор Олег Кувшинников.
На 1 июля 2019 года в области было зарегистрировано 936 976 избирателей.
Выборы признаются состоявшимися при любой явке, так как порог явки не установлен.

## Предшествующие события
С декабря 2011 года должность губернатора Вологодской области занимает Олег Кувшинников. Он был назначен президентом Дмитрием Медведевым врио губернатора, когда сразу после выборов в Госдуму и областное заксобрание ушёл в отставку Вячеслав Позгалёв, руководивший областью более 15 лет. Кувшинников был утверждён областным заксобранием и вступил в должность 29 декабря 2011 года на пятилетний срок.
В мае 2012 года президент России Дмитрий Медведев, президентский срок которого заканчивался, подписал закон, возвращавший в России прямые выборы глав регионов Закон вступал в силу 1 июня 2012 года.
Полномочия Кувшинникова истекали в декабре 2016 года, однако в мае 2014 он досрочно подал в отставку и при этом попросил у президента Владимира Путина разрешения баллотироваться вновь (в иных случаях закон это запрещает). Путин разрешение дал и назначил Кувшинникова врио губернатора до вступления в должность избранного на выборах. Отмечалось, что подобное назначение делает неравными условия борьбы за пост главы региона, то есть фактически являются административным ресурсом.
14 сентября 2014 года состоялись досрочные выборы губернатора. При явке 29,72 %, которая оказалась самой низкой на губернаторских выборах этого года, большинство голосов избирателей (62,98 %) получил Олег Кувшинников, выдвинутый партией «Единая Россия». 23 сентября 2014 года он вступил в должность на пятилетний срок.
В марте 2019 года Олег Кувшинников во время встречи с президентом Владимиром Путиным попросил, чтобы тот поддержал его в решении идти на выборы губернатора в сентябре. Путин поддержал решение Кувшинникова.

## Ключевые даты
- 30 мая 2019 года депутаты Законодательного собрания назначили выборы на 8 сентября 2019 года — единый день голосования (за 100—90 дней до дня голосования). Решение официально опубликовано 4 июня.
  - 4 июня 2019 — публикация избирательной комиссией расчёта числа подписей, необходимых для регистрации кандидата[6] и календарного плана выборов[7]
- с 4 июня по 4 июля 2019 года до 18:00 — период выдвижения кандидатов (30 дней)
  - агитационный период начинается со дня выдвижения кандидата и прекращается за одни сутки до дня голосования
- период сбора подписей муниципальных депутатов для регистрации кандидата начинается после представления в избирательную комиссию заявления кандидата о согласии баллотироваться
- с 14 по 24 июля 2019 года до 18:00 — представление документов для регистрации кандидатов; к заявлениям должны прилагаться листы с подписями муниципальных депутатов и список трёх кандидатов на должность члена Совета Федерации
- с 10 августа по 6 сентября — период агитации в СМИ (начинается за 28 дней до дня голосования)
- 7 сентября — «день тишины»
- 8 сентября — день голосования

## Социология и прогнозы
В начале июня 2019 года СМИ писали, что у губернатора Олега Кувшинникова низкие рейтинги и сильный соперник — лидер КПРФ в областном парламенте Александр Морозов. И в случае регистрации Морозова Кувшинников может ему проиграть.

## Выдвижение и регистрации кандидатов
Губернатором Вологодской области может быть избран гражданин Российской Федерации, достигший возраста 30 лет. Одно и то же лицо не может замещать должность более двух сроков подряд.
В Вологодской области кандидаты выдвигаются только политическими партиями. Самовыдвижение не допускается.
Каждый кандидат на должность губернатора при регистрации должен представить список из трёх человек, один из которых, в случае избрания кандидата на должность главы, станет сенатором в Совете Федерации от правительства региона.

### Муниципальный фильтр
В Вологодской области для преодоления «муниципального фильтра» кандидаты должны собрать подписи 7 % муниципальных депутатов и глав муниципальных образований. Среди них должны быть подписи депутатов районных и городских советов и (или) глав районов и городских округов в количестве 7 % от их общего числа. Кроме того, кандидат должен получить подписи не менее чем в трёх четвертях районов и городских округов, то есть в 21 из 28.
4 июня 2019 года избирательная комиссия опубликовала расчёт, по которому каждый кандидат должен собрать от 144 до 151 подписи депутатов и глав муниципалитетов, среди которых от 39 до 41 подписи депутатов районов и городских округов и глав районов и городских округов не менее чем в 21 районе и городском округе

## Кандидаты
Своих кандидатов выдвинули 8 партий.
| Кандидат             | Должность (на момент выдвижения)                                                                    | Партия выдвижения         | Статус                 | Кандидаты в Совет Федерации                         |
| -------------------- | --------------------------------------------------------------------------------------------------- | ------------------------- | ---------------------- | --------------------------------------------------- |
| Ольга Анищенко       | директор по развитию ООО «Кенгуру»                                                                  | КПСС                      | отказано в регистрации |                                                     |
| Олег Кувшинников     | губернатор Вологодской области                                                                      | «Единая Россия»           | зарегистрирован        | Елена Авдеева Ольга Данилова Николай Тихомиров      |
| Александр Морозов    | депутат Законодательного собрания Вологодской области                                               | КПРФ                      | отказано в регистрации |                                                     |
| Вадим Петриенко      | председатель Центрального комитета партии «Народный альянс»                                         | «Народный альянс»         | зарегистрирован        | Сергей Мельников Алексей Подольский Татьяна Ясонова |
| Алексей Рылеев       | помощник депутата Госдумы А. А. Журавлёва по работе в Воронежской области                           | «Родина»                  | зарегистрирован        | Анна Бойкова Татьяна Власова Александр Домичев      |
| Маргарита Савоськина | пенсионер                                                                                           | «Справедливая Россия»     | зарегистрирован        | Михаил Огуренко Сергей Полонский Галина Федотова    |
| Вадим Тюрин          | индивидуальный предприниматель                                                                      | «Партия ветеранов России» | отказано в регистрации |                                                     |
| Ольга Ширикова       | депутат Законодательного собрания Вологодской области, председатель комитета по социальной политике | ЛДПР                      | зарегистрирован        | Антон Гримов Наталья Малованина Татьяна Тчанникова  |

## Результаты
11 сентября Избирательная комиссия Вологодской области подвела окончательные результаты выборов. Губернатором избран Олег Кувшинников. Инаугурация прошла 19 сентября. Членом Совета Федерации назначена мэр Череповца Елена Авдеева.
| Место                                    | Место                                    | Кандидат                                 | Партия                                   | Голосов | %       |
| ---------------------------------------- | ---------------------------------------- | ---------------------------------------- | ---------------------------------------- | ------- | ------- |
|                                          | 1.                                       | Олег Кувшинников                         | «Единая Россия»                          | 230 316 | 60,79 % |
|                                          | 2.                                       | Ольга Ширикова                           | ЛДПР                                     | 95 425  | 25,19 % |
|                                          | 3.                                       | Маргарита Савоськина                     | «Справедливая Россия»                    | 29 579  | 7,81 %  |
|                                          | 4.                                       | Алексей Рылеев                           | «Родина»                                 | 7283    | 1,92 %  |
|                                          | 5.                                       | Вадим Петриенко                          | «Народный альянс»                        | 5812    | 1,53 %  |
| Действительных бюллетеней                | Действительных бюллетеней                | Действительных бюллетеней                | Действительных бюллетеней                | 368 415 | 97,24 % |
| Недействительных бюллетеней              | Недействительных бюллетеней              | Недействительных бюллетеней              | Недействительных бюллетеней              | 10 471  | 2,76 %  |
| Всего                                    | Всего                                    | Всего                                    | Всего                                    | 378 886 | 100 %   |
|                                          |                                          |                                          |                                          |         |         |
| Число бюллетеней, выданных на участке    | Число бюллетеней, выданных на участке    | Число бюллетеней, выданных на участке    | Число бюллетеней, выданных на участке    | 336 493 | 88,78 % |
| Число бюллетеней, выданных вне помещения | Число бюллетеней, выданных вне помещения | Число бюллетеней, выданных вне помещения | Число бюллетеней, выданных вне помещения | 42 544  | 11,22 % |
|                                          |                                          |                                          |                                          |         |         |
| Явка                                     | Явка                                     | Явка                                     | Явка                                     | 379 037 | 40,52 % |
| Число избирателей                        | Число избирателей                        | Число избирателей                        | Число избирателей                        | 935 466 | 100 %   |